# Millerovy indexy

Vybrané Millerovy indexy na krychli

Millerovy indexy (podle W. H. Millera) jsou indexy definující rovinu atomů v krystalu podle jejích průsečíků s krystalografickými osami tak, že se naleznou průsečíky roviny s třemi základními krystalografickými osami a označí se jako délky hran elementární buňky. Pak se reciproké hodnoty těchto veličin vydělí jejich největším společným dělitelem tak, aby se dostala tři nejmenší možná čísla. Značí se h, k, l a jimi definovaná rovina (h k l).
Millerův symbol je souhrn Millerových indexů. Je to způsob jednoduchého popisu krystalografických rovin a směrů.
Millerovy indexy nebo indexy Millerova symbolu krystalografických rovin jsou převrácené hodnoty úseků souřadnicového systému přeťatých rovinou, zpravidla upravené na nejmenší celá čísla. Například: Rovina protíná souřadnicový systém x,y,z v bodech 1,1,2 – převrácené hodnoty jsou 1/1, 1/1 a 1/2; úpravou na nejmenší celá čísla vznikne 2,2,1. Tato rovina má tedy Millerův symbol – (2,2,1).